# Organotrifluoroborat
Els organotrifluoroborats són compostos d'organobor que contenen un anió amb la fórmula general [RBF3]−.
Es poden pensar com àcids borònics protegits o com a adductes de carbanions i trifluorur de bor. Els organotrifluoroborats són tolerants a l'aire i la humitat, i són fàcils de manipular i purificar. Sovint s'utilitzen en la síntesi orgànica com a alternatives als àcids borònics (RB(OH)2), els èsters boronats (RB(OR′)2) i els organoborans (R3B), especialment per a l'acoblament Suzuki-Miyaura.

## Estructura

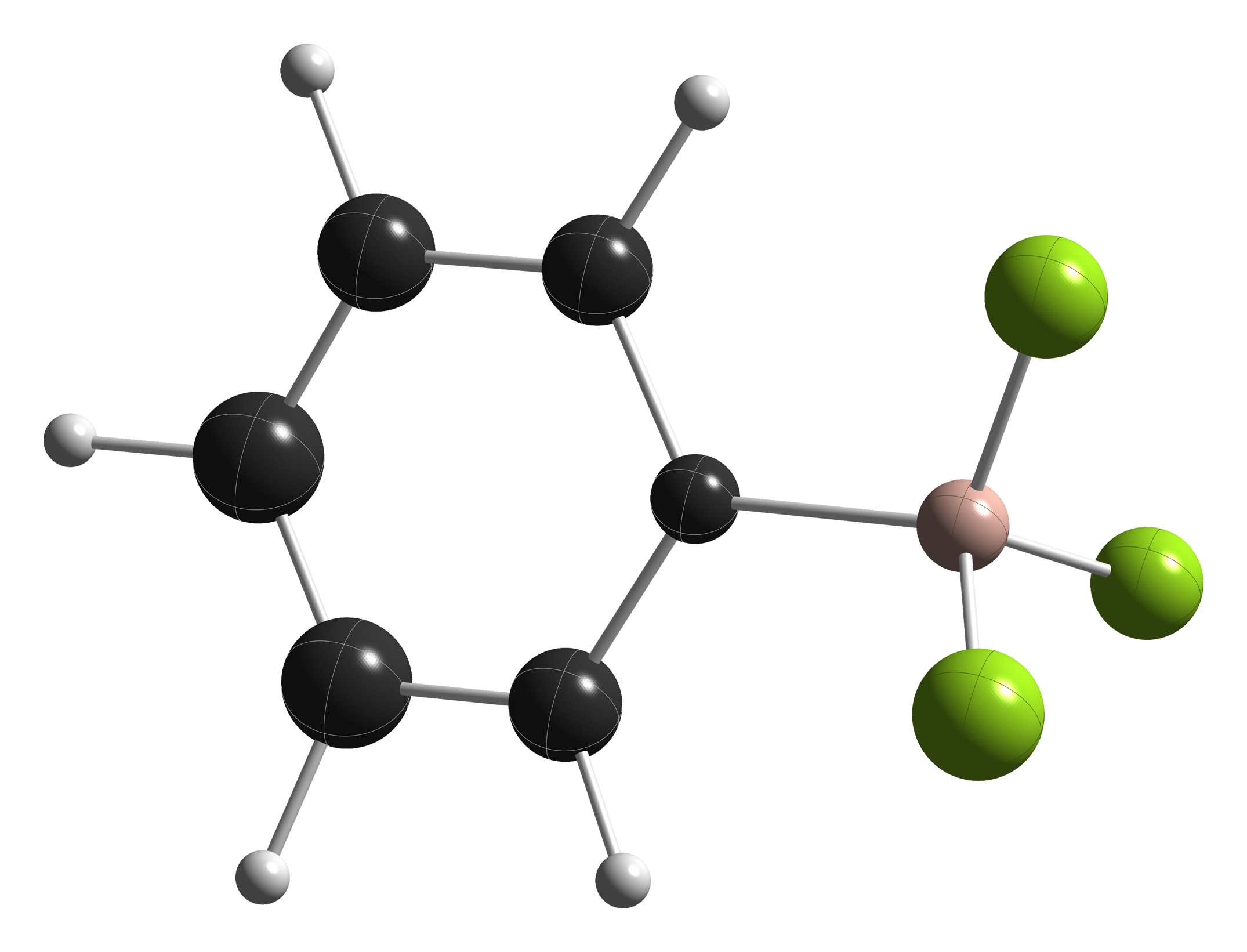
Model el·lipsoide tèrmic de [PhBF3]−, tal com es troba a l'estructura cristal·lina de K[PhBF3]
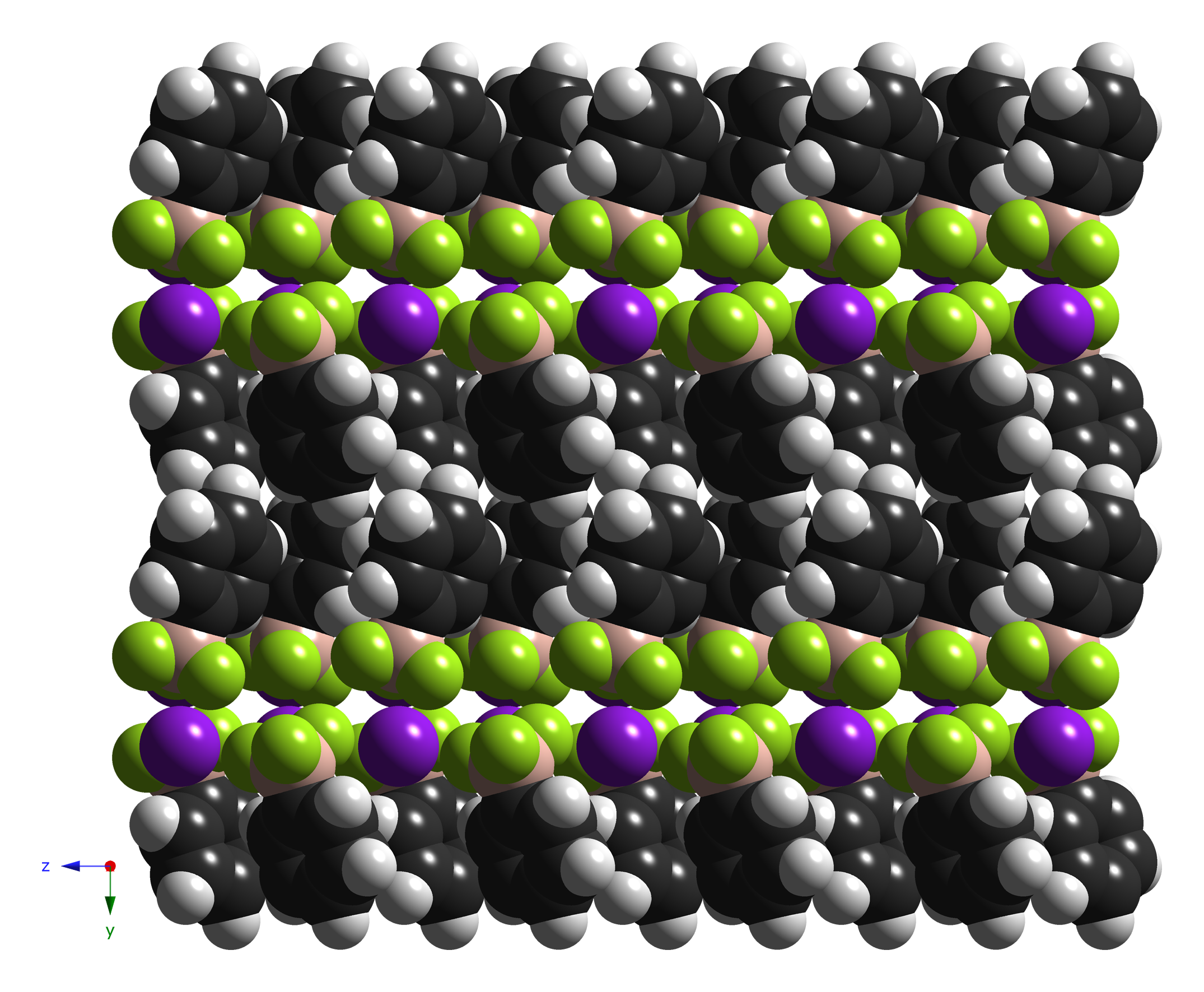
Diagrama de rebliment d'espai de l'estructura cristal·lina de K[PhBF3]

## Síntesi
Els àcids borònics RB(OH)2 reaccionen amb el bifluorur de potassi K[HF2] per formar sals de trifluoroborat K[RBF3].

## Reactivitat
Els organotrifluoroborats són nucleòfils forts i reaccionen amb electròfils sense catalitzadors de metalls de transició.

## Mecanismes
El mecanisme de les reaccions d'acoblament Suzuki-Miyaura basades en organotrifluoroborats s'ha investigat recentment amb detall. L'organotrifluoroborat s'hidrolitza a l'àcid borònic corresponent in situ, de manera que es pot utilitzar un àcid borònic en lloc d'un organotrifluoroborat, sempre que s'afegeixi lentament i amb cura.